# Кленівка (річка)
Кленівка (біл. Клёнаўка) — річка в Червенському і Березинському районах Мінської області Білорусі, права притока річки Уша (басейн Березини).
Довжина річки 14 км. Площа водозбору 33 км². Початок річки знаходиться приблизно за 1,2 км у напрямку на південний захід від села Гайдукова Слобідка Червенського району. Гирло за 0,4 км у напрямку на північний захід від села Котове Березинського району. Водозбір низинний.
Біля річки села Березівка, Кленівка.